# Synagogue de Bunzlau (1878-1938)

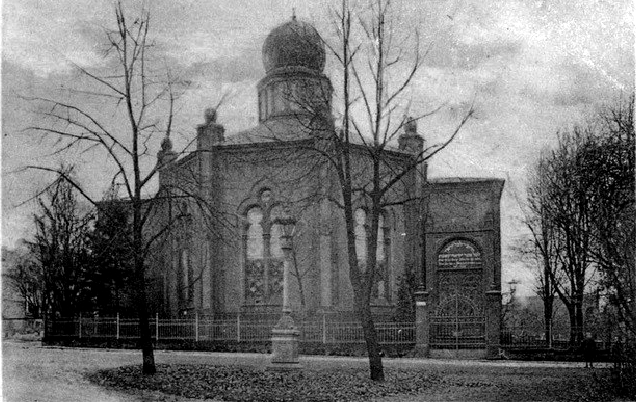
Synagogue de Bunzlau en 1907

La synagogue de Bunzlau ou synagogue de Bolesławiec a été inaugurée en 1878 et détruite en 1938 par les nazis lors de la nuit de Cristal comme la plupart des lieux de culte juif en Allemagne. 
Jusqu'en 1945, Bunzlau est une ville de la province de Basse-Silésie allemande, date à laquelle elle est rattachée à la Pologne sous le nom de Bolesławiec. La population allemande est alors expulsée et remplacée par des Polonais. La ville fait actuellement partie de la voïvodie de Basse-Silésie et compte un peu moins de 40 000 habitants. 

## Histoire de la communauté juive

### La communauté juive au Moyen Âge
Des Juifs vivent à Bunzlau probablement déjà en 1190. Bien que Marcus Brann (1849-1920), rabbin et historien des communautés juives, émet des doutes sur ces informations, il est certain que Bunzlau (actuellement Bolesławiec), comme Liegnitz (Legnica), Löwenberg in Schlesien (Lwówek Śląski), Görlitz (Zgorzelec) et Lähn (Wleń) sont les premières villes de Silésie, si on met à part Breslau (Wrocław), où les Juifs se sont installés. Cette hypothèse est renforcée par le fait que Bunzlau se trouve sur la route qui mène de Breslau à Leipzig via Liegnitz, Hainau (Chojnów) et Görlitz. D'autres références sur la présence juive à Bunzlau datent de 1370.
La présence juive au XIVe siècle est confirmée par le géographe et historien Lukas Holste (1596-1661) dans ses chroniques sur Bunzlau: Kronika Miasta Bolesławca:
« Les habitants ont construit une muraille de l'Obertor jusqu'à la Niclastor, en taxant les Juifs en liquide dans ce but: Ils étaient présents alors à cause des mines, dans lesquelles on extrayait de l'or dans des puits à ciel ouvert ou dans des galeries souterraines, et que l'on trouvait ici ainsi qu'à Löwenberg in Schlesien et à Goldberg in Schlesien. En conséquence, les Juifs étaient autorisés à avoir leur propre synagogue et leur rue. »
Les Juifs sont obligés de vivre hors des murailles de la ville, mais doivent payer pour la construction et la maintenance de leur maison. D'après une source, le quartier juif au Moyen Âge doit se situer à l'Est de la rue Jeleniogórska actuelle. Cette version semble confirmée par le fait qu'en 1935, lors de l'approfondissement d'un puits dans les environs de la rue Jeleniogórska, on est tombé sur des fondations qui pourraient constituer les restes du quartier juif médiéval. Selon une autre source, ils sont regroupés à l'ouest de la rue Lwówecka qui était dénommée Judengasse (ruelle des Juifs).
En 1829, Bergemann en se basant sur des manuscrits de Matheus Ruthard et de Valentin Polus, évalue à 36 le nombre de bâtiments occupés par des Juifs dans la Judengasse au Moyen Âge, et en déduit qu'environ 360 Juifs devaient y habiter. Ils vivent principalement du commerce, de l'artisanat et de menus services.
À la suite des sermons enflammés et violemment anti-juifs du moine franciscain Jean de Capistran, les Juifs sont expulsés de la ville le 28 octobre 1453, suivant ainsi le sort de tous leurs coreligionnaires des autres villes de Silésie. En faveur des habitants de Bunzlau, d'après Bergemann, l'expulsion aurait été faite dans le respect de ceux qui quittaient la ville. Dans d'autres villes, leurs biens ont été confisqués, les enfants de moins de sept ans arrachés à leurs parents et confiés à des familles chrétiennes et de nombreux adultes torturés et tués.

### DuXVIeauXVIIIesiècle
La vie juive organisée disparait de Bunzlau pendant plus de trois siècles.  
Quelques Juifs séjournent temporairement en ville, mais la communauté n'est pas reformée. 
Wernicke, chroniqueur de Bunzlau, ayant accès aux archives de la ville, s'appuie sur des sources pour décrire les événements du XVIe siècle. Selon la chronique de Holste, conservée dans un orphelinat, il note qu'un groupe de Juifs expulsés de Prague, s'arrêtent en ville en 1541. 
Au printemps 1559, cinq Juifs qui voyagent de Francfort-sur-le-Main vers la Pologne, sont attaqués et détroussés dans la forêt de Glogau (Głogów). Ils transportaient des fourrures de zibeline (estimées à 4 000 florins), des titres et des bagues en or avec des pierres précieuses, dont une destinée au roi de Pologne. Douze des bagues sont retrouvées, cachées dans un gant d'équitation, près de Kreisau (Krzyżowa). Wernicke cite un des voleurs arrêtés: Voler et tuer un Juif n'est pas un péché, car ce sont des infidèles.... 
Le 13 juillet 1599, une mission diplomatique ottomane, composée principalement de Juifs, s'arrête dans la ville en route pour Prague.
Concernant les Juifs à Bunzlau, dans le courant du XVIIIe siècle, Wernicle indique dans ses chroniques qu'en 1743, une ordonnance royale définit la redevance que doivent payer les Juifs pour s'installer en ville. 
Gotfried Zahn (1705-1758) fondateur d'un orphelinat à Bunzlau, accueille le jeune Baruch (ou Bendix ?) Jütz de Wollenberg. À l'âge de 16 ans, il le fait baptiser. Zahn est l'un de ses cinq parrains.  
Friedrich Zimmermann dans une description de la Silésie publiée à Brieg (Brzeg) en 1786, confirme l'importance des marchands juifs et de leur activité de négoce. La ville organise quatre foires par an, dont les dates sont établies en tenant compte des fêtes chrétiennes, mais qui peuvent être décalées en cas de conflit avec les fêtes juives.   
En 1798, le Schlesische Provinzialblätter publie des informations sur le baptême solennel reçu par le Juif Joseph Meier, un soldat de l'unité Obrist Pelletta stationné dans ville, à l'Église évangélique en présence des officiers et de leur épouse et de musiciens. 

### La communauté juive moderne jusqu'à l'avènement du nazisme
Quelques Juifs s'installent en ville dans le courant du XVIIIe siècle, mais la communauté ne sera réactivée qu'après le décret d'émancipation de 1812. Les premiers membres de la communauté au XIXe siècle, sont Israel Hülse, Meyer Schindlower et Moritz Zaller. Fernbach est le premier responsable de la communauté. En 1823, une première salle de prière est installée dans la maison de la veuve Böhm située sur la Kirchplatz.
La population juive passe de 21 personnes en 1822 à 99 en 1849 et 194 en 1880, avant de diminuer légèrement à 175 en 1890.
En 1933 il n'y a plus qu'environ 85 Juifs à Bunzlau. Ce sont des citoyens universellement respectés qui ont grandement contribué au développement de la ville. Ils sont également de fidèles sujets de l'empire. Kurt Behmack, en tant que participant aux combats pendant la Première Guerre mondiale, a été le premier Silésien à recevoir la plus haute décoration militaire allemande, la croix de fer.

### La période nazie
Après l'arrivée au pouvoir d'Adolf Hitler, la situation des Juifs se détériore de façon significative. Dès avril 1933, les magasins juifs de la ville sont boycottés, des membres de la SA en uniforme prennent des photos des personnes qui continuent à y faire leurs achats. Après la promulgation des lois de Nuremberg en 1935, les Juifs de Bunzlau sont comme partout en Allemagne, révoqués de la fonction publique, des associations et autres organisations. Lors de la nuit de Cristal, du 9 au 10 novembre 1938, la synagogue est incendiée et plusieurs magasins détenus par des Juifs sont pillés et vandalisés.
Les jours suivants, l'ordre est donné aux autorités de la ville d'arrêter les hommes d'origine juive. Mais cet ordre n'est pas exécuté à Bunzlau, car le bourgmestre affirme qu'il n'a pas assez de places en prison. Un peu plus tard, le hazzan (chantre) est arrêté et envoyé au camp de Dachau. Il est libéré quatre semaines plus tard. En 1939, il part avec sa famille aux Pays-Bas, d'où ils tentent de se rendre en Palestine, mais sans succès. Un an plus tard, en 1942, ils sont tous arrêtés et envoyés à Bergen-Belsen. Les deux parents et leur fille ont eu beaucoup de chance, car ils sont placés le 2 août 1944 dans des wagons en route pour la Turquie, où ils sont échangés contre des citoyens allemands internés.
En 1939, on estime à environ 60 le nombre de Juifs restés à Bunzlau. On connait peu de choses du sort de la communauté juives de la ville pendant la Seconde Guerre mondiale. 
Dans le courant de l'été 1941, le gouvernement nazi installe dans le district de Bunzlau, un camp de travaux forcés pour hommes juifs, et un an plus tard, est créé un camp pour les femmes juives. À partir de mai 1944, le camp des hommes devient une dépendance du camp de concentration de Gross-Rosen. 
Des noms de Juifs de la ville apparaissent sur les listes de prisonniers des camps de transit créés pour les Juifs de Basse-Silésie à Grüssau (maintenant Krzeszów) et à Riebnig (maintenat Rybna). Une partie de ceux de Grüssau ont été déportés à Theresienstadt le 26 juillet 1942 durant la dénommée quatrième opération d'évacuation.
Huit survivants de la Shoah sont retournés après-guerre à Bunzlau devenue polonaise sous le nom de Bolesławiec. Ils sont assassinés en octobre 1945 par un groupe clandestin d'extrême droite se faisant appelé Armée Polonaise Secrète.  

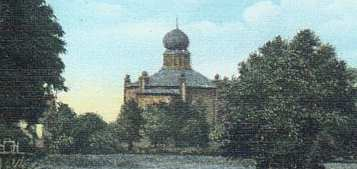
La synagogue vue de l'étang

## Histoire de la synagogue

### Construction de la synagogue
Depuis 1825 et jusqu'à la consécration de la nouvelle synagogue en 1878, les offices sont célébrés dans une salle de prière installée dans la maison privée de la veuve Böhm, située sur l'ancienne Kirchplatz (place de l'Église).
Les fonds initiaux pour la construction de la nouvelle synagogue, d'un montant de 6 000 marks proviennent du legs du marchand Israel Hülse, décédé en 1863 auquel se rajoute un don important du banquier Sachs. En 1876, la communauté forte de 179 âmes collecte 8 000 marks. La ville ajoute la somme de 4 500. Enfin une loterie organisée en septembre 1875, permet de récolter 6 800 marks par la vente de 5 000 tickets de 3 marks chacun, permettant de gagner un petit lot. Le cout total de la construction est estimé à 50 500 marks.  
Les travaux débutent le 8 octobre 1876 selon les plans du charpentier Zschetzschingck. Les travaux sont confiés au maitre-maçon Bergmann et doivent être terminés le 1er juillet 1878 pour que le bâtiment puisse être livré le 1er septembre 1878. 
L'endroit choisi est particulièrement bien placé: situé dans la banlieue de Mikołaj, près de la Teichpromenade (Promenade de l'étang), aujourd'hui à l'intersection des rues Kubika et Wąska, en bordure de l'étang, le terrain est proche de l'ancien quartier juif et à proximité de la salle de concert et de bal Odeon fréquenté par les citoyens de Bunzlau.
La première pierre de la synagogue est posée le mardi 29 mai 1877 dans l'après-midi, en présence des membres de la communauté juive ainsi que de nombreux invités, parmi lesquels le capitaine Reichenbach, le bourgmestre Stahn, les conseillers municipaux ainsi que les employés de la municipalité et le clergé de la paroisse évangélique. L'acte solennel commence par le Psaume 127;1: Si l’Éternel ne bâtit la maison, puis l'officiant et hazzan Moritz Tintner prononce le discours officiel devant un autel improvisé. Le président de la communauté de la synagogue, le banquier Teichmann lit un document préparé, relatant l'histoire des maisons de prière de la communauté depuis son établissement en 1812. Ce document, ainsi que des pièces de monnaie d'avant la réforme de 1873, des nouvelles pièces et le dernier exemplaire du Tagesblatte, le journal local, sont insérés dans une capsule en verre qui est introduite dans la pierre angulaire pendant que le hazzan entonne le Psaume 121 en hébreu avant de le lire en allemand.
Les travaux progressent rapidement, et dès le début novembre les couvreurs sont à l'œuvre pour recouvrir le dôme de plaques de cuivre et le toit d'ardoises. Malheureusement, un accident se produit qui va affliger les ouvriers du chantier: vers le 10 mars 1878, le charpentier Altmann du village de Sand (aujourd'hui un quartier de Bolesławiec) tombe d'un échafaudage. Ses blessures sont si graves qu'il est transporté d'urgence à l'hôpital. Malgré la rumeur de sa mort, son décès n'a jamais été confirmé. 

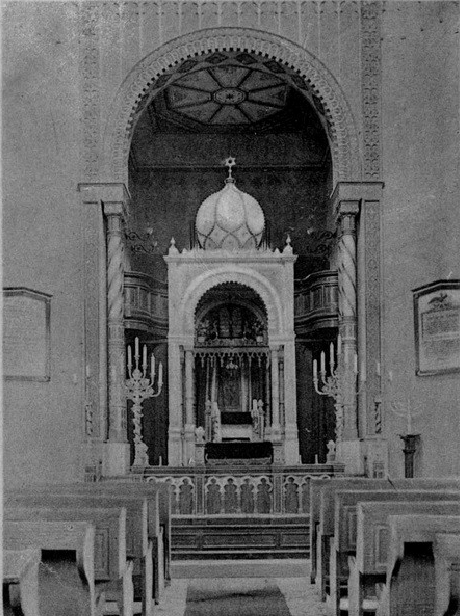
Vue intérieure de la synagogue

### Inauguration de la synagogue
Le 10 septembre 1878, les travaux de peinture intérieure sont terminés, et il ne reste que quelques aménagements extérieurs à compléter. Le large trottoir devant la synagogue est prêt et le jardinier en chef de la ville a réalisé un petit parc autour du bâtiment. La date d'ouverture officielle de la synagogue est fixée au 17 septembre. Le journal local, le Niederschlesiescher Courier décrit la cérémonie et ajoute: « …Le temple avec son dôme en flèche est une décoration unique de la promenade sud et du panorama de la ville. C'est un témoignage respectable de la générosité de la petite communauté [juive], que nos frères et sœurs chrétiens devraient prendre comme exemple ».
Pendant plusieurs dizaines d'années, la synagogue va servir la communauté juive, dont l'importance va diminuer, passant de 180 membres en 1880 à environ 85 membres en 1933.

### Destruction de la synagogue par les nazis
Lors de la nuit de Cristal, du 9 au 10 novembre 1938, la synagogue de Bunzlau, comme des centaines d'autres lieux de culte juif en Allemagne, est incendiée par les nazis. Les pompiers présents ont l'interdiction d'intervenir pour arrêter le feu, se limitant à protéger les bâtiments voisins de la synagogue. 
L'artiste de cabaret allemand Dieter Hildebrandt, né à Bunzlau, et qui avait alors onze ans, décrit ce qu'il a vu le lendemain alors qu'il se rendait à l'école à vélo: Les rues étaient vides et il n'y avait pas de milices nazies. À l'école, les enseignants ont expliqué les causes de ces événements dramatiques pendant la leçon. Le journal Bunzlauer Heimatzeitung décrit les évènements dans son édition du lendemain sous le titre Es ist einfach passiert (Ça vient de se passer).
Actuellement à l'endroit où se situait la synagogue, existe un espace vert. En 2005, une action en justice permet à la communauté juive de Wrocław, héritière légale des communautés disparues de la région, de récupérer le terrain. Celle-ci l'apporte à la Fondation pour la préservation de l'héritage juif, qui décide que l'emplacement peut rester un espace vert. 

### Description de la synagogue
La synagogue est conçue sur un plan octogonal inspiré du style byzantin, avec des fondations en grès sur lesquelles s'élèvent des murs en briques rouges dans lesquels ont été percées des fenêtres à arc plein cintre. Le tout est couronné d'un dôme. L'emplacement de la synagogue sur le côté sud de la promenade de l'étang est décrit comme extrêmement favorable de sorte que le bâtiment devient rapidement une décoration urbaine.
Selon Mariusz Olczak, des tombes et des monuments funéraires se trouvent à l'arrière de la synagogue, pour les membres les plus éminents de la communauté juive de Bunzlau.